# August Vasel
August Esaias Wilhelm Vasel (* 4. März 1848 in Beierstedt; † 3. Juni 1910 ebenda) war ein deutscher Gutsbesitzer, Weltreisender, Amateur-Archäologe und Kunstsammler.

## Leben und Wirken
August Vasel entstammte einer wohlhabenden Gutsbesitzerfamilie aus dem niedersächsischen Beierstedt, 35 km südöstlich von Braunschweig. Seine Eltern waren August Andreas Vasel und dessen Ehefrau Elisabeth Luise Charlotte, geb. Bosse.
In Braunschweig besuchte er bis 1865 das Herzogliche Realgymnasium (die heutige Neue Oberschule). 1869 trat er als Einjährig-Freiwilliger in das Braunschweigische Infanterie-Regiment Nr. 92 ein. Am Deutsch-Französischen Krieg 1870/71 nahm er nicht aktiv teil, sondern war wegen seiner „schwächlichen“ körperlichen Konstitution lediglich im Etappenkommando in Hannover eingesetzt. Schon während der Schulzeit hatte Vasel begonnen zu sammeln, zum Beispiel Kupferstiche. Diese blieben bis zu seinem Tod sein Hauptinteressengebiet. 1903 veröffentlichte er darüber beim Wolfenbütteler Verlag von Julius Zwißler sein Verzeichnis Sammlung graphischer Kunstblätter, das Stiche ab dem 15. Jahrhundert auflistete. Die Gesamtzahl lag zwischen 6000 und 7000. Später sammelte er unter anderem auch Bücher, die er zum Teil zum Selbststudium verwandte.
Zwischen 1868 und 1904 bereiste der unverheiratete und kinderlose Vasel zahlreiche Länder, darunter Ägypten (1891), Frankreich, Griechenland, Italien, Konstantinopel und Smyrna (1892), Niederlande, Palästina und Syrien (1893) und erwarb dabei vieles, das ihm an Kunst und Sonstigem interessant erschien. Vasel betätigte sich darüber hinaus auch als Archäologe bei zahlreichen Ausgrabungen in seiner näheren Heimat, u. a. auf dem Gräberfeld von Beierstedt. In späteren Jahren veröffentlichte Vasel Beiträge über diverse Aspekte seiner verschiedenen Sammlungen im Braunschweigischen Magazin, so über den Hofkupferstecher Karl Schröder. Seine umfangreichen Sammlungen von Kunstgegenständen, Gemälden, Grafiken, Büchern, antiken Objekten und Kuriositäten vermachte er dem Herzog Anton Ulrich-Museum (ältere Gemälde, Grafiken, Kunsthandwerk und antike Objekte), dem Braunschweigischen Landesmuseum (frühgeschichtliche Objekte sowie solche mit Bezug zu Landes- und Volkskunde) und dem Städtischen Museum Braunschweig (neuere Gemälde, Stobwassersche Lackwaren und volkskundliche Gegenstände). Der Herzog August Bibliothek in Wolfenbüttel vermachte er Bücher, ebenso erhielt das Landeshauptarchiv Wolfenbüttel Teile seiner Sammlung.
Vasel war Mitglied des Braunschweigischen Geschichtsvereins. In seinem Heimatort Beierstedt war er von 1883 bis 1889 Gemeindevorsteher, von 1888 bis zu seinem Tod war er im Kirchenvorstand, dessen stellvertretender Vorsitzender ab 1903 war. Seit 1901 war Vasel schließlich auch noch Mitglied im Schulvorstand.
1888 hatte Vasel den Maler Karl Bruns aus Wolfenbüttel kennengelernt. Dieser fertigte 1892 ein erhaltenes Ölgemälde Vasels an. Vasels Wohnhaus in Beierstedt, „Villa Vasel“ oder „Vaselsche Villa“ genannt, steht noch heute. Seine Wohn- und Arbeitsräume sind im Originalzustand erhalten.
August Vasel wurde auf dem Friedhof von Beierstedt bestattet.